# 渡邊賢
渡邊 賢（わたなべ まさる、1958年 - ）は、日本の憲法学者・行政法学者・労働法学者。学位は、法学博士（北海道大学）。深瀬忠一門下。

## 研究領域
憲法における公務員の労働基本権や行政手続と手続的デュー・プロセスの法理など憲法学のみならず憲法に関係のある労働法の分野も研究。また、アメリカ憲法・カナダ行政法も研究領域としている。

## 略歴
- 1981年北海道大学法学部卒業
- 1987年同大学院法学研究科博士課程退学
- 1987年同法学部助手
- 1988年北海道教育大学岩見沢校教育学部助教授
- 1998年帝塚山大学法政策学部教授
- 2000年同大学院法政策研究科教授
- 2007年大阪市立大学大学院法学研究科教授・同法学部教授[2]
- 2024年同定年退職。同名誉教授。大阪公立大学大学院法学研究科客員研究員[3]

## 受賞歴
冲永賞（2007年）

## 主な業績
- 「アメリカ合衆国における連邦議会の移民規制権限と司法審査」（北大法学論集 34巻5号、1984年）
- ハーゲット・ジェームズ著「アメリカ憲法における State Action 法理の展開」（監訳、北大法学論集 35巻6号、1985年）
- 「合衆国障害年金給付決定手続における手続保障　代理人不在の不服審査聴聞手続をめぐる判決例を素材として」（法学研究 28巻1号、1992年）
- 判例大系刊行委員会編『社会保障・社会福祉判例大系』（分担執筆、労働旬報社、1996年）
- 「カナダにおける河川環境の保護」（年報いわみざわ：初等教育・教師教育研究 19号、1998年）
- （高見勝利）編『日本国憲法解釈の再検討』（分担執筆、有斐閣、2004年）
- 『公務員労働基本権の再構築』（北海道大学出版会、2006年）
- 『行政法』（放送大学教材、放送大学教育振興会、2018年）

などがある。この他、労働判例などの判例評釈を多く執筆している。